# Ибрагимов, Хамзат Исмаилович
Хамза́т Исмаи́лович Ибраги́мов (10 июля 1934, Шали, Шалинский район, Чечено-Ингушская АССР, РСФСР, СССР — 10 марта 2006, Грозный, Чечня, Россия) — советский и российский химик, доктор химических наук, профессор, один из основателей и первый Президент Академии наук Чеченской Республики, директор Комплексного научно-исследовательского института Российской академии наук, депутат Верховного Совета СССР седьмого созыва, общественный деятель.

## Биография
В 1958 году с отличием окончил физико-математический факультет Чечено-Ингушского педагогического института. В 1964 году окончил аспирантуру Московского государственного университета. Там же защитил кандидатскую диссертацию по теме «Изучение поверхностного натяжения и адсорбции в двойных железных системах».
После защиты диссертации вернулся в Грозный. Благодаря его усилиям в Чечено-Ингушском педагогическом институте была открыта аспирантура. В 1980 году защитил докторскую диссертацию. В 1983 году ему присвоено звание «Заслуженный деятель науки и техники ЧИАССР».
По заказам Государственного научно-исследовательского института гражданской авиации под руководством Ибрагимова были проведены исследование влияния ртути и амальгам на авиаматериалы, а также на разработку эффективных методов демеркуризации объектов. Применение разработанных методов в аэропортах Москвы, Ташкента, Еревана дало экономический эффект в несколько миллионов рублей.
14 января 1993 года была организована Академия наук Чеченской Республики, а Ибрагимов был одним из её организаторов и первым президентом.
В разгар второй чеченской войны, в 2001 году его назначили на должность директора Комплексного научно-исследовательского института Российской академии наук. Здание института на тот момент было полностью разрушено, поэтому руководство института вместе с президиумом Академии наук Чеченской Республики размещалось в арендованной комнате.
Бандиты несколько раз врывались в здание института, угрожали оружием, угнали служебную машину директора института. В этих условиях Ибрагимов начал налаживать контакты с научными центрами России: МГУ, РГУ, КБГУ, ДГУ, Институт физики Дагестанского научного центра РАН. Ведущие учёные этих центров были приняты по совместительству на работу в КНИИ РАН. Начались экспериментальные исследования на базе материально-технической базы ведущих научных центров. Это позволило в кратчайшие сроки начать научные исследования в рамках института. Благодаря усилиям директора институт приобрел современную физико-химическую лабораторию. Сотрудники института начали защищать кандидатские и докторские диссертации.
В марте 2004 года ему было присвоено звание «Заслуженный деятель науки Российской Федерации».
Автор свыше 200 научных трудов, среди которых три монографии. На его изобретения было выдано 8 авторских свидетельств. Среди его учеников 2 доктора физико-математических наук и 10 кандидатов физико-математических наук. Был членом диссертационного совета при Кабардино-Балкарском университете с момента его создания. Был депутатом Совета Национальностей Верховного Совета СССР 7-го созыва от Чечено-Ингушской АССР (1966—1970). 15 лет был председателем Чечено-Ингушского отделения советско-венгерской дружбы.
Участвовал во многих всесоюзных, всероссийских и международных конференциях как член оргкомитетов и докладчик, например, в Братиславе (1994 год), Кракове (1997 год), Японии (2000 год). В последние годы был заведующим кафедрой молекулярной физики Чеченского государственного университета. Скончался в марте 2006 года в Грозном.

## Семья
Три сына и три дочери.
- Дочь Паскачёва Байза Хамзатовна — кандидат химических наук.
- Сын Канта Ибрагимов — писатель и общественный деятель, лауреат Государственной премии Российской Федерации в области литературы и искусства, председатель Союза писателей Чеченской Республики, Народный писатель Чеченской Республики, академик Академии наук Чеченской Республики, доктор экономических наук, профессор, член Союза писателей России[4].
- Сын Ибрагимов, Кюри Хамзатович — доктор сельскохозяйственных наук (1995 год), автор 70 научных работ, в том числе 3 монографий, академик Академии наук Чеченской республики, академик Российской экологической академии[5].

## Память
- В честь Ибрагимова назван Комплексный научно-исследовательский институт РАН.

## Участие в профессиональных сообществах
- Академик РАЕН.